# Corona Schröter

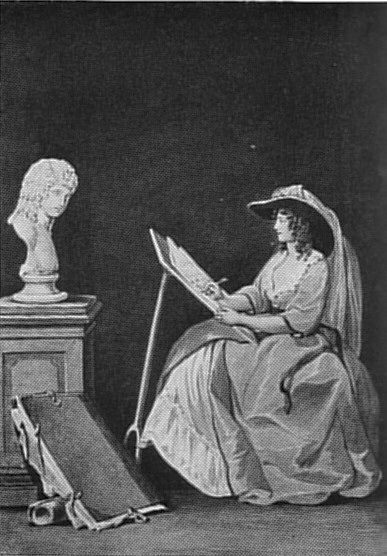
Corona Schröter dibujando un busto de Johann Wolfgang Goethe.

Corona Schröter (Guben, Sacro Imperio Germánico, 14 de enero de 1751 - Ilmenau, Turingia, 23 de agosto de 1802) fue una cantante soprano alemana.

## Biografía
Hija de un músico, acompañó a su padre en Varsovia y posteriormente a Leipzig, donde el director de orquesta alemán Johann Adam Hiller le enseñó música y canto, debutando a la edad de catorce años en el Gran Concierto de Leipzig de 1765.
Después actuar por toda la ciudad en diferentes conciertos y obras de teatro, en 1778, por recomendación de Johann Wolfgang Goethe, fue a Weimar para trabajar como cantante de cámara de la duquesa Anna Amalia. En las representaciones de Goethe interpretaba los papeles principales, siendo la primera actriz de Ifigenia y la primera en protagonizar Der Erlkönig. Al cesar el teatro de aficionados, dejó el arte que había ejercido y la corte, y desempeñó el cargo de profesora de canto y de dibujo, a la pintura y a la composición.
Finalmente, falleció en Ilmenau, Turingia (Sacro Imperio Romano Germánico) el 23 de agosto de 1802, a la edad de 51 años. Un cuaderno de 25 composiciones suyas aparecieron en Weimar en 1786, publicándose en 1907.